# Jens Booysen
Jens Booysen (født 22. august 1765 i Venningsted; død 9. marts 1833 i Kejtum) var en dansk-nordfrisisk kaptajn, landsfuldmægtig og krønikeskriver på friserøen Sild.
Booysen kom fra en sømandsfamilie fra øen Sild, han var søn af kaptajnen Cornelius Boysen (født 2. oktober 1730 i Venningsted; død 1798 sst.) og hans hustru Merrit, født Peters (født 17. februar 1744 i Kejtum; død mellem 1791 og 1803 i Venningsted). Forældrene blev gift den 17. februar 1762 i København. Jens Booysen fik en maritim uddannelse og arbejdede derefter som kaptajn. I 1796 sejlede han blandt andet til Surinam. Franskmændene og englænderne stoppede gentagne gange skibet og tilbageholdt det. Booysen førte en retssag for skibsrederen vedrørende skibet og dets last. Af denne grund boede han i Paris fra 1798 til 1806 uden afbrydelse. Efter at skibsfarten gik i stå på grund af Napoleons fastlandsspærring, sluttede Booysen sine skibsfartsaktiviteter og henvendte sig øens lokalstyre. På grund af sine tjenester i øens selvforvaltning fik han i 1817 Dannebrogordenen. Fra 1815 virkede han i 18 år som dansk statsrepræsentant i øens selvforvaltning og var særligt engageret i at reformere regionens skattevæsen. I 1789 forpagtede han flere østersbanker i vadehavet ved Sild. I 1822 anlagde han sammen med sin svigersøn en lille havn på Kejtums nordlige strand, hvorfra fiskerbådene kunne sejle i vadehavet. Han skrev en del eassys, i 1824/25 publicerede han en kendt krønike om øen Sild. Booysen giftede sig den 26. januar 1792 med Sarah Petersen (1763 - 1835). Parret fik to børn.